# Experimentum crucis
En science, un experimentum crucis (en français, une expérience cruciale ou critique) est une expérience permettant de déterminer si une hypothèse ou une théorie particulière est meilleure que toutes les autres acceptées par la communauté scientifique. Une telle expérience doit généralement produire un résultat qui, s'il est vrai, discrédite toute autre hypothèse ou théorie.
La réalisation d'une telle expérience est considérée nécessaire pour qu'une hypothèse ou une théorie particulière soit acceptée parmi le cortège des connaissances scientifiques.
En sciences de l'ingénieur, une expérience cruciale est une expérience fondatrice d'une innovation technologique ou d'une innovation de rupture.
La réalisation d'une telle expérience est considérée nécessaire pour vérifier qu'un projet soit scientifiquement et techniquement faisable et viable.

## Origine
L'idée est abordée par Francis Bacon dans son Novum Organum. Il parle alors d'instantia crucis. L'expression experimentum crucis est forgée par Robert Hooke, puis utilisée par d'autres, dont notamment Isaac Newton, dont le statut crucial, rejeté par certains, dont Hooke, souleva une polémique.

## Exemples
L'observation et le calcul de la distance de la planète Mars à l'opposition de la Terre ainsi que l'expérience du pendule de Foucault sont deux exemples d'experimentum crucis permettant de départager le géocentrisme de l'héliocentrisme.
Un autre exemple célèbre d'experimentum crucis est l'expédition menée en Afrique par Arthur Eddington afin de mesurer la position d'étoiles lors de l'éclipse solaire du 29 mai 1919. Ces observations ont confirmé ce que prévoyait la théorie de la relativité générale d'Albert Einstein, à savoir l'effet dit de lentille gravitationnelle.